# Oreovec (Makedonszki Brod)
Oreovec (macedónul: Ореовец) település Észak-Macedóniában, a Délnyugati körzet Makedonszki Brod-i járásában.

## Népesség
| Lakosok száma | 175  | 193  | 153  | 108  | 56   | 77   | 85   | 155  | 75   |
|               | 1948 | 1953 | 1961 | 1971 | 1981 | 1991 | 1994 | 2002 | 2021 |

2002-ben 155 lakosa volt, akik közül 128 török, 26 macedón és 1 egyéb.